# Selenops abyssus
Selenops abyssus là một loài nhện trong họ Selenopidae.
Loài này phân bố ở het zuidwesten van México.
Loài này thuộc chi Selenops. Selenops abyssus được Martin Hammond Muma miêu tả năm 1953.